# Султан Ахмад-хан I
Султан Ахмад-хан I (перс. احمد‎ [Aḥmad] от араб. أحمد‎ «более прославленный», «достойный похвалы»), известный также под эпитетом Алача (перс. الاچه‎ от ойрат. Алачи — «убийца»; 1465, Моголистан — 1504, Аксу) — хан Восточного и Центрального Могулистана, Турфанского округа (1485—1504), сын Йунус-хана.
Поборник старых степных монгольских традиций. В 1485 г. отправился в степи Могулистана и за 10 лет упорной борьбы с калмыками-ойратами и узбеками-казаками полностью подчинил своей власти Центр и Восток Моголистана, а также Турфан. В 1501/2 г., отправившись на помощь старшему брату Султан-Махмуд-хану I против Мухаммеда Шейбани, передал управление своим уделом старшему сыну Мансуру. В 1503 г. попал в плен к Шейбани, но был отпущен. Умер от паралича.

## Дети
- Эмин-Ходжа-султан — в 1530/31 г. во время правления своего брата Султан-Саид-хана поднял мятеж в Аксу, однако был разбит и вместе с семьей сослан в Кашгар, а затем выслан в Индию, где и умер до 1546 г. Его старший сын Масуд-султан последовал за ним в Индию.
- Махим-ханым — вторая дочь, жена Буйдаш-хана, сына казахского правителя Адик-султана.
- Султан-Саид-хан Абу-л-Фатх (1487—09.07.1533) — основатель и первый хан государства Мамлакат-и Моголийе, иначе называемого Могулия или Яркендское ханство, (1514—1533), а также Центрального Моголистана (1514—1522)
- Мансур-хан — старший хан Могулистана и Турфана.